# Arnaud Lallement
Arnaud Lallement est un chef cuisinier français né en 1974. Il est à la tête du restaurant gastronomique « L'Assiette Champenoise » à Tinqueux près de Reims. Le restaurant obtient sa troisième étoile au Guide Michelin en 2014.

## Biographie
Après avoir pris goût à la cuisine dès l'âge de 5 ans, aux côtés de son père en cuisine, Arnaud suit des études à l'école hôtelière à Strasbourg, puis fait ses armes auprès de grands chefs tels que Roger Vergé, Michel Guérard et chez Chapel (Alain Chapel à Mionnay).

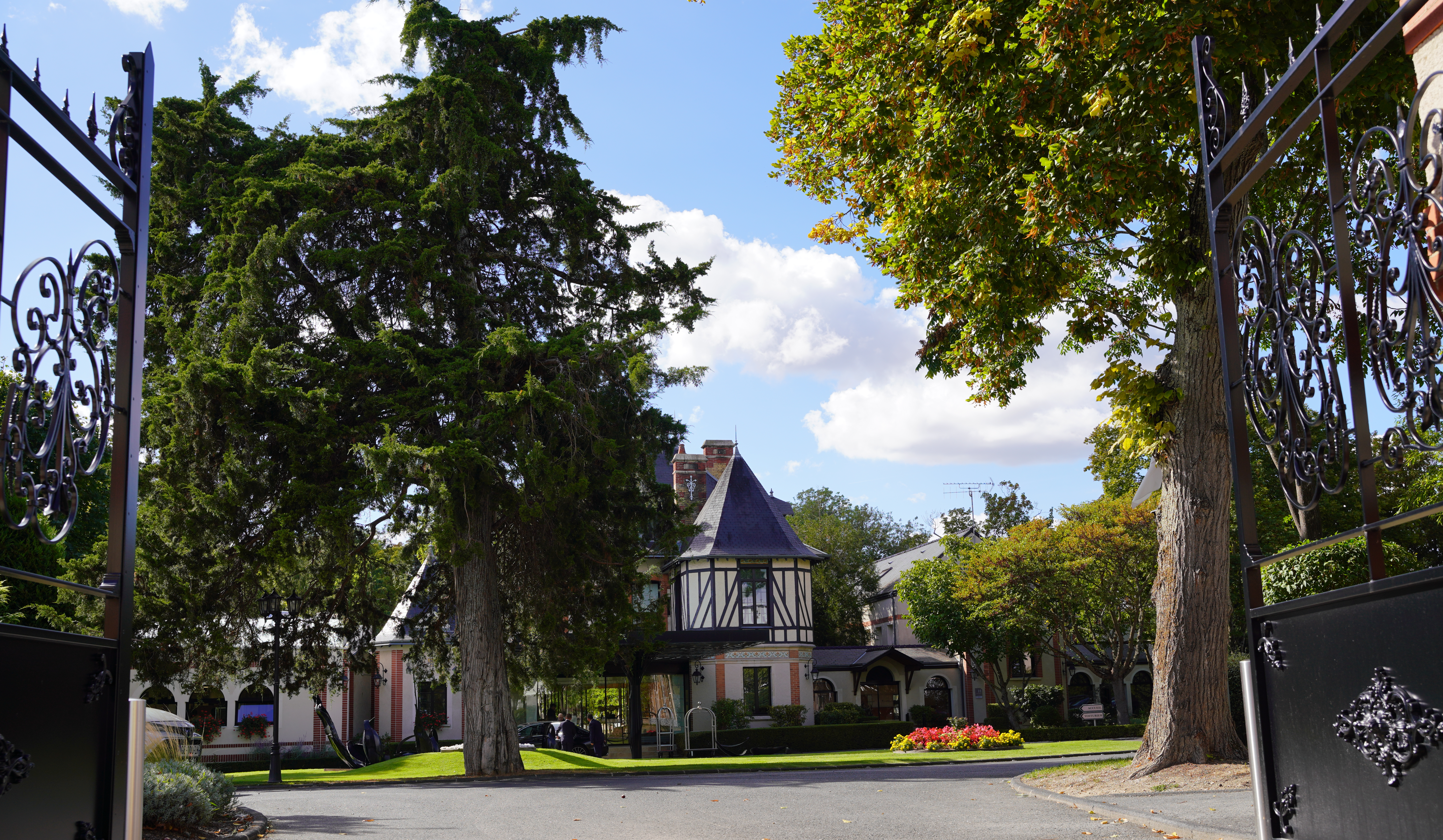
L'entreprise l assiette champenoise à Tinqueux.

En 1997, Arnaud rejoint son père Jean-Pierre Lallement pour travailler avec lui à Tinqueux près de Reims.
En 2001, Arnaud et son restaurant L’Assiette Champenoise retrouvent l'étoile perdue par son père  en 1994 (étoile conservée par son père durant dix-huit ans).
En 2000, après la mort de son père, Arnaud, âgé de 26 ans, prend la direction des cuisines du restaurant « L'Assiette Champenoise ».
En mars 2005, l’Assiette Champenoise obtient une seconde étoile au guide Michelin.
En 2013, Arnaud Lallement reçoit la récompense de Cuisinier de l’année du guide Gault et Millau.
En 2014, Arnaud Lallement et son restaurant « L’Assiette Champenoise » obtiennent une troisième étoile au guide Michelin.
Le 20 mai 2025, la veille de la publication du livre-enquête Violences en cuisine, une omerta à la française, de la journaliste Nora Bouazzouni, il fait partie du collectif de chefs qui lance l'opération « Cuisines ouvertes » et signe un manifeste censé présenter au public les « mesures concrètes qui favorisent la qualité de vie au travail ». À l'AFP, Arnaud Lallement affirme : « Ceux qui veulent venir chez nous savent que, dans un trois étoiles, ça va être dur, qu'il va y avoir une pression. Mais ce sera une pression positive. »